# Список керівників держав 638 року
Список керівників держав 638 року — це перелік правителів країн світу 638 року.
Список керівників держав 637 року — 638 рік — Список керівників держав 639 року — Список керівників держав за роками

## Європа
- Абазгія — Барук (610—640)
- Айлех — Крундмаел мак Суїбні Менн (636—660)
- Айргіалла — Дунхад мак Ултан (637? — 677)
- Королівство Східна Англія — Анна (636—654)
- Арморика — Саломон II (612—658)
- Герцогство Баварія — Теодон I (630—680)
- Брихейніог — Ріваллон ап Ідваллон (620-650)
- Велика Булгарія — Кубрат (632—665)
- король вестготів — Хінтіла (636—539)
- Вессекс — Кінегільс (611—643)
- Візантійська імперія — Іраклій (610—641)
  - Равеннський екзархат — Ісак (625—643)
- Королівство Гвент — Морган ап Атруіс (625—665)
- Королівство Гвінед — Кадафел Кадомед (634—655)
- Дал Ріада — Домналл I (629—642)
- Дівед — Ноуї Старий (615-650)
- Думнонія — Петрок ап Клемен (633—658)
- Королівство Ессекс — Сігеберт I (623—653)
- Іберійське князівство — Адарнасе I (627—639/642)
- Ірландія — верховний король Домналл мак Аедо (623/624-639)
- Король лангобардів — Ротарій (636—652)
  - Герцогство Беневентське — Арехіз I (591—641)
  - Сполетське герцогство — Теоделап Сполетський (602—652)
  - Герцогство Фріульське — Гразульф (617—651)
- Ленстер — Фаелан мак Колман Мор (633—640)
  - Мерсія — Пенда (626—655)
- Морганнуг — Морган ап Атруіс (625—665)
- Коннахт — Рагаллах МакУату (622—649)
- Мунстер — Файбе I Червона Кров (627—639)
- Король піктів — Бруде II (635—641)
- Королівство Нортумбрія — Освальд (634—642)
- Королівство Повіс — Ейлуд ап Кіндруїн (613—642)
- Регед Північний — Роедд (616—638). Королівство Нортумбрія підкорило Північний Регед.
- Само (держава) — Само (623—658/660)
- Королівство Сассекс — Кутвульф (630—645)
- Стратклайд — Белі ап Нехтон (621—640)
- Улад — Дунхад мак Фіахнай (637—644)
- Уснех — Маел Дойд мак Свібні (635—653)
- Франкське королівство:
  - Австразія — Дагоберт I (623—639)
  - Нейстрія — Дагоберт I (629—639)
  - Герцогство Васконія — Егінан (635—638); Аманд (638—660)
- Фризьке королівство — Альдгісл (623—680)
- Швеція — Анунд I Першопоселенець (620—640)
  - король ґеатів Альґот (630—640)
- Святий Престол — папа римський — Гонорій I (625—638); до 640 року не отримано затвердження візантійського імператора Іраклія
- Вселенський патріарх — Сергій I (610—638); Пірр (638—641)

## Азія
- Близький Схід:
  - Праведний халіфат — Умар ібн аль-Хаттаб (634—644)
- Кавказька Албанія — Албанське марзпанство (до 651)
- Індія:
  - Брамінська династія — Чач (632—671)
  - Західні Ганги — Шрівікрама (629—654)
  - Пізні Гупти — Мадавагупта (601-655)
  - Камарупа — Бхаскарварман (600—650)
  - Династія Майтрака — Дарасена III (626—640)
  - Династія Паллавів — Нарасімхаварман I (630—668)
  - Держава Пандья — Сезиян Сендан (620—640)
  - Раджарата — раджа Аггабодхі III (624—640)
  - Імперія Харші — Харша (606—646/647)
  - Чалук'я — Пулакешин II (609—642)
  - Східні Чалук'ї — Кубджа Вішну-вардхан I (624—641)
  - володар держави ефталітів і алхон-гуннів в Ганджхарі, Кашмір і Пенджабі Юдхіштхіра (630/633—670)
- Індонезія:
  - Тарума — Лінггаварман (628—650)
- Китай:
  - Династія Тан — Лі Шимінь (626—649)
  - Тибетська імперія — Сронцангамбо (618—650)
  - Туюхун (Тогон) — Муюн Нохебо (635—653)
  - Сеяньтоський каганат — Ін-чор Більге-хан (615-645)
- Корея:
  - Когурьо — тхеван (король) Йонню (618-642)
  - Пекче — король Му (600—641)
  - Сілла — ісагим (король) Сондок (632—647)
- Паган — король Попа Сорахан (613—640)
- Персія:
  - Держава Сасанідів — шахіншах Єздигерд III (632/633—651/652)
- Середня Азія:
  - Західний тюркський каганат — Ишбара-Толіс (634—639)
- Ченла — Бхававарман II (628—657)
- Японія — Імператор Дзьомей (629—641)

## Африка
- Аксумське царство — Армах (614-640)
- Африканський екзархат Візантійської імперії — Григорій (629/631—647)
- Праведний халіфат — Умар ібн аль-Хаттаб (634—644)

## Північна Америка
- Мутульське царство — К'ініч-Муваахн-Холь II (620-ті — 648)
- Баакульське царство — Пакаль (615—683)
- Бонампак — Ах-Ольналь (611—643)
- Караколь — К'ан II (618—658)
- Шукуупське царство — К'ак'-Уті'-Віц'-К'авііль (628—695)
- Яшчилан — Яшун Б'алам III (628—681)